# Pfeifer & Händel
Pfeifer & Händel ist der Name eines Architekturbüros in Leipzig, das von ca. 1880 bis 1894 und anschließend unter dem Namen Händel & Franke bis in die 1920er Jahre existierte. Es wurde von den Architekten Johann Ferdinand Pfeifer (1854–1894) und August Oswald Händel (* 1857 in Liebertwolkwitz) gegründet. Nach Pfeifers Tod trat Theodor Franke in das Büro ein. Zu den zeitweiligen Mitarbeitern zählten Paul Möbius, der bis 1899 in diesem Büro tätig war, und Alvin Anger.

## Bauten und Entwürfe
- 1882: Wohn- und Geschäftshaus für Carl Eduard Sperling in Leipzig, Gottschedstraße 22
- 1882: Entwurf für ein Mehrfamilienwohnhaus an der Waldstraße in Leipzig, Waldstraßenviertel[1]
- 1888: Fabrikgebäude der Sächsischen Wollgarnfabrik Tittel & Krüger AG in Leipzig-Plagwitz, Nonnenstraße 17–21
- 1890: Entwurf der Villa Dürfeld in Einsiedel bei Chemnitz
- 1890–1891: „Villa Hilda“ für Adolf Bleichert, seit 1956 Heinrich-Budde-Haus, in Leipzig-Gohlis, Lützowstraße 9 (mit Alvin Anger als Mitarbeiter)[2][3][4]
- 1890–1891 und 1895: Messhaus Mey & Edlich in Leipzig, Neumarkt 20–22[5]
- 1893–1894: Mehrfamilienwohnhaus Industriestraße 49 in Leipzig (mit Paul Möbius als Mitarbeiter)
- 1895–1896: Turnhalle für den Eutritzscher Turn- und Sportverein 1860 in Leipzig-Eutritzsch, Wittenberger Straße 30 (mit Paul Möbius als Mitarbeiter)[6]
- 1895–1896: Mehrfamilienwohnhaus Waldstraße 4 in Leipzig (mit Paul Möbius als Mitarbeiter)
- 1897: Ausstellungsgebäude Nietzschmann / Wommer auf der Sächsisch-Thüringischen Industrie- und Gewerbeausstellung Leipzig 1897 (mit Paul Möbius als Mitarbeiter)[7]
- 1903: Rathaus Leutzsch in (Leipzig-)Leutzsch, Georg-Schwarz-Straße 140[8]
- 1904: Mädchenheim für Vogel’s Mechan. Weberei und Papierfabrik in Lunzenau (einschl. Erweiterung des Gebäudes um 1909)
- 1905: Neues Logenhaus der Freimaurerloge „Minerva zu den drei Palmen“ in Leipzig (zerstört)
- 1906–1908: viereinhalbgeschossiges Fabrikgebäude für die Buntgarnspinnerei mit angeschlossenem Maschinen- und Kesselhaus sowie Gebäude für Färberei, Kontor und Labor für die Kammgarnwerke AG in Eupen (später durch das Kabelwerk Eupen genutzt)
- 1921–1922 und 1927: Mannschaftsbad (Waschkaue) und Fördermaschinenhaus der Vereinsglück-Schächte in Oelsnitz/Erzgeb.[9]
- 1921–1922: Kartellsitz des Mitteldeutschen Braunkohlen-Syndikats in Leipzig, Nordplatz 11[10]

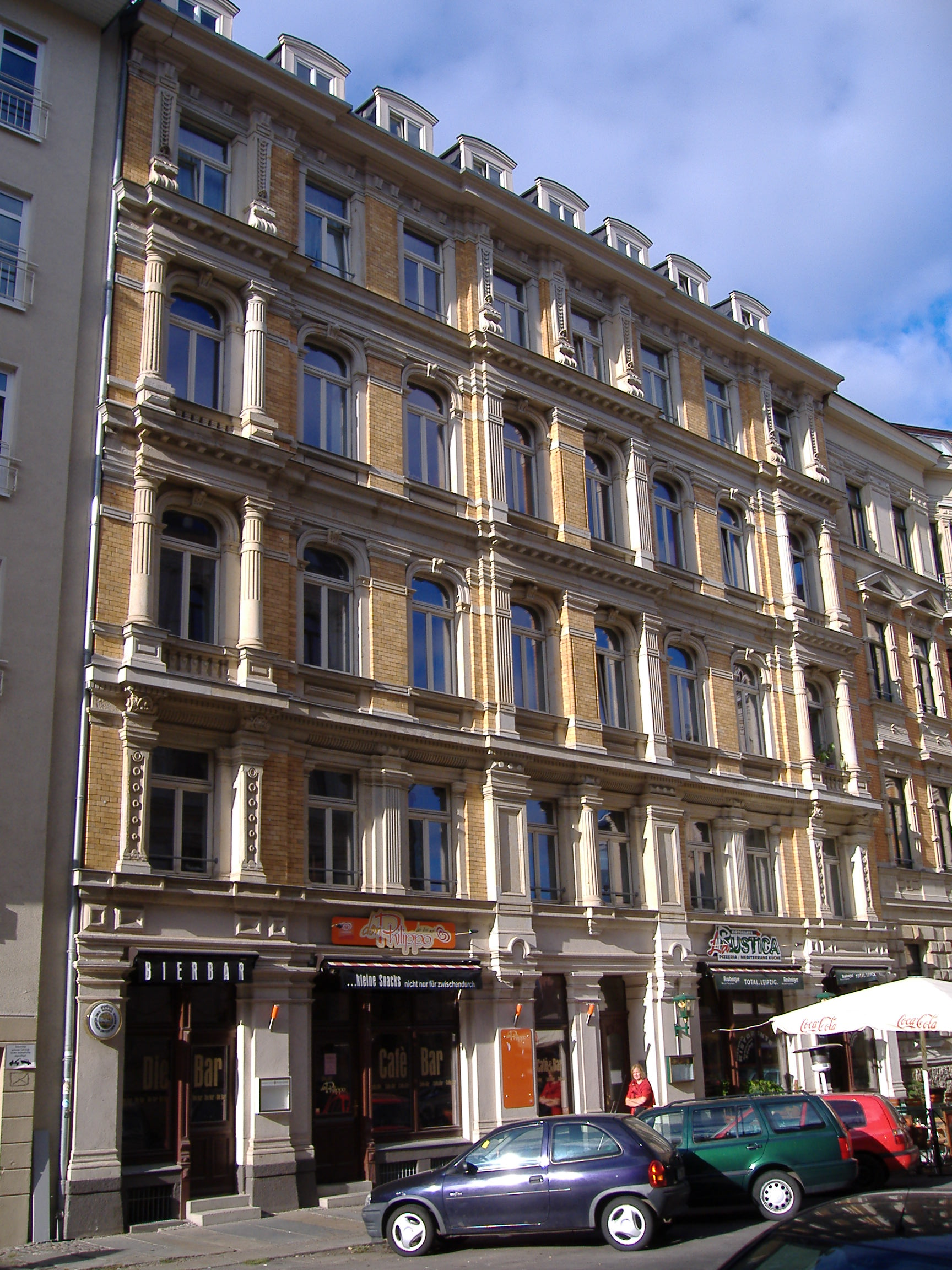
Leipzig, Gottschedstraße 22
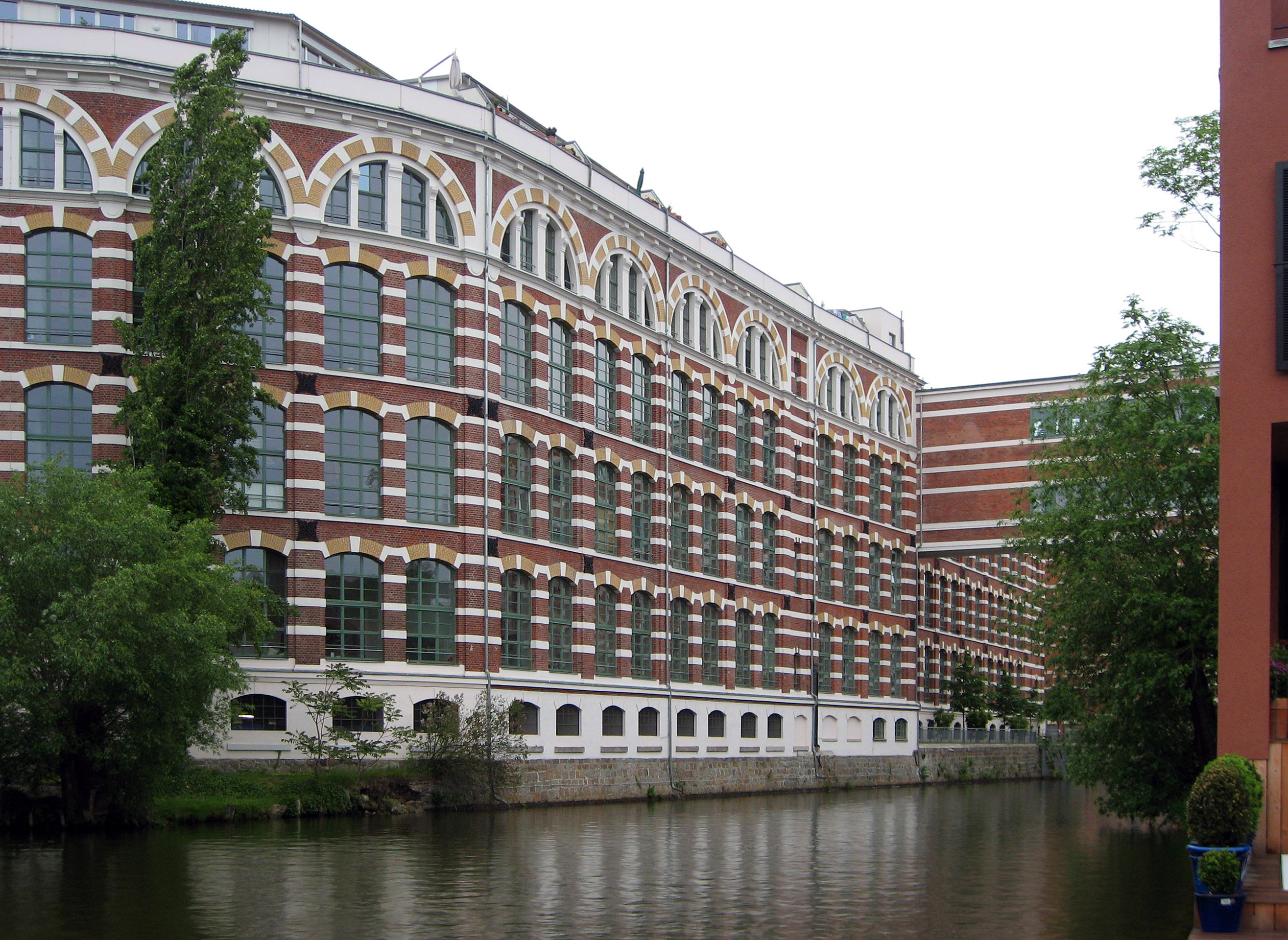
Leipzig, Sächsische Wollgarnfabrik (West)
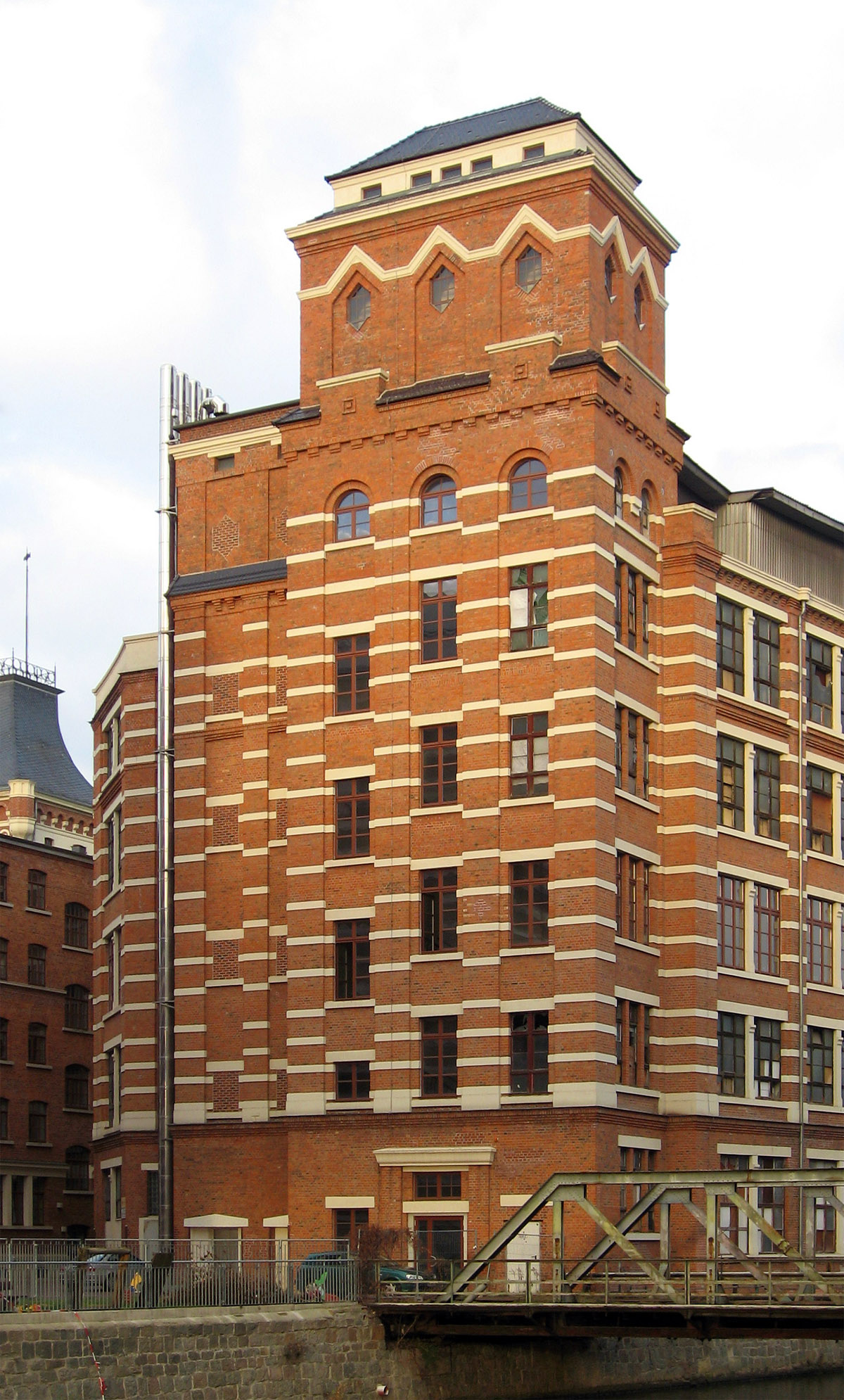
Leipzig, Sächsische Wollgarnfabrik (Mitte)
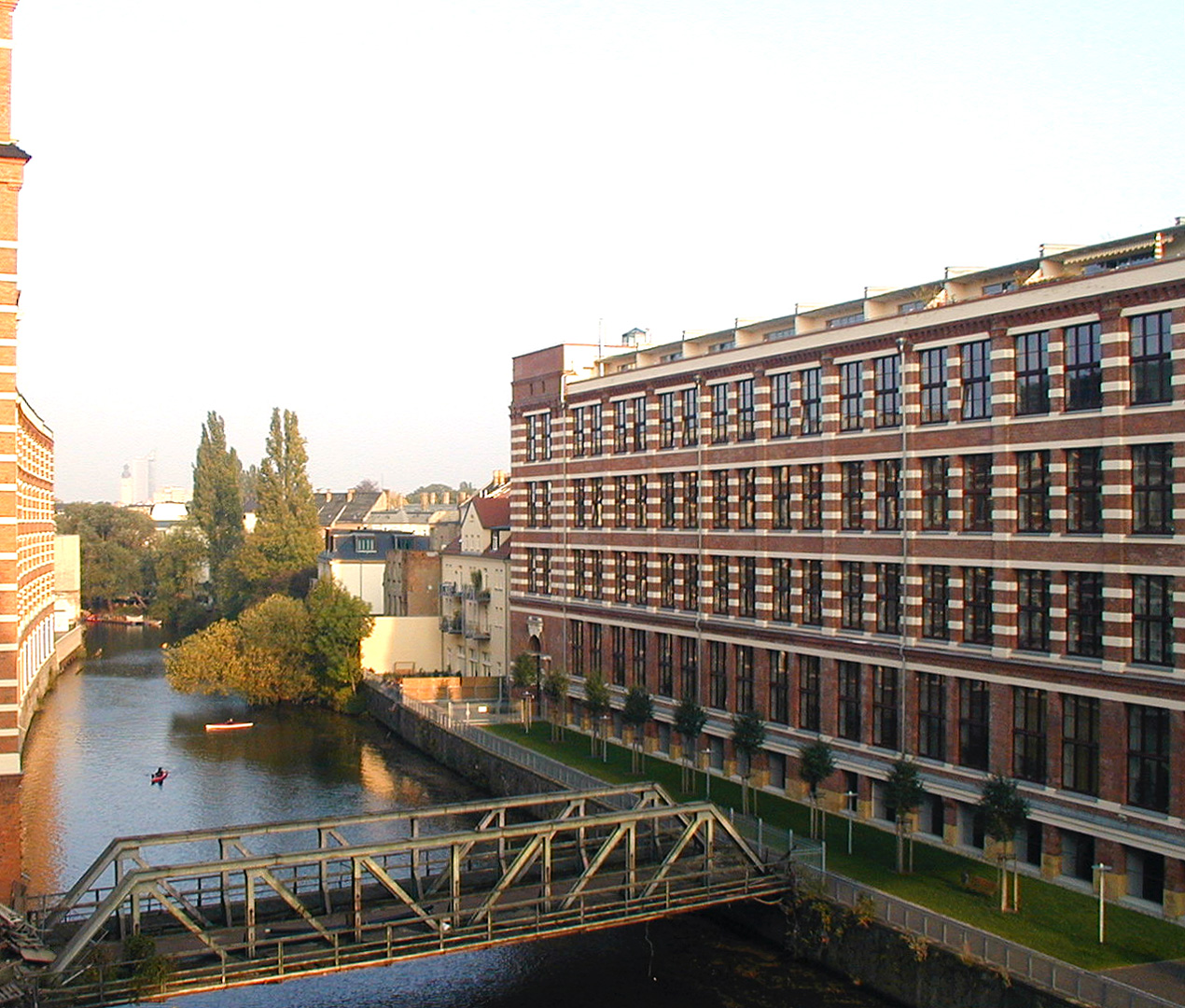
Leipzig, Sächsische Wollgarnfabrik (Süd)
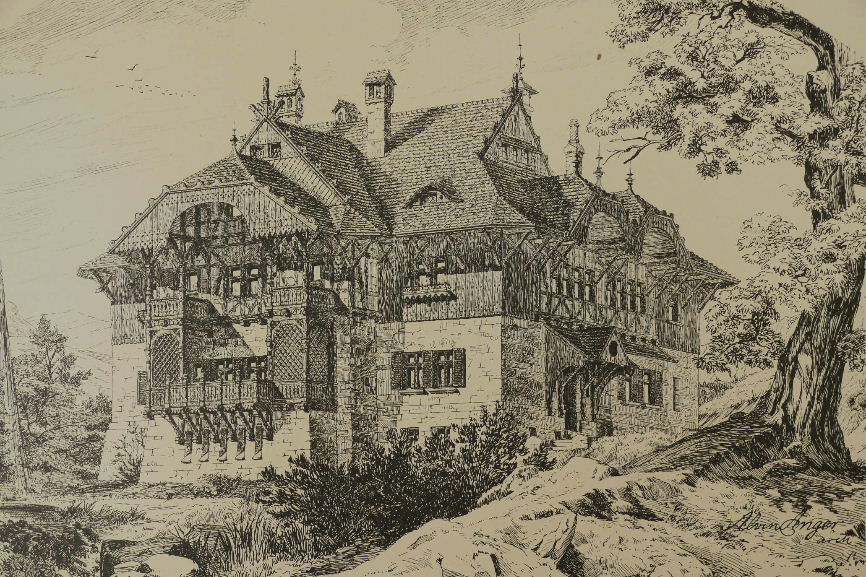
Entwurf der Villa Dürfeld
Leipzig-Gohlis, Villa Hilda
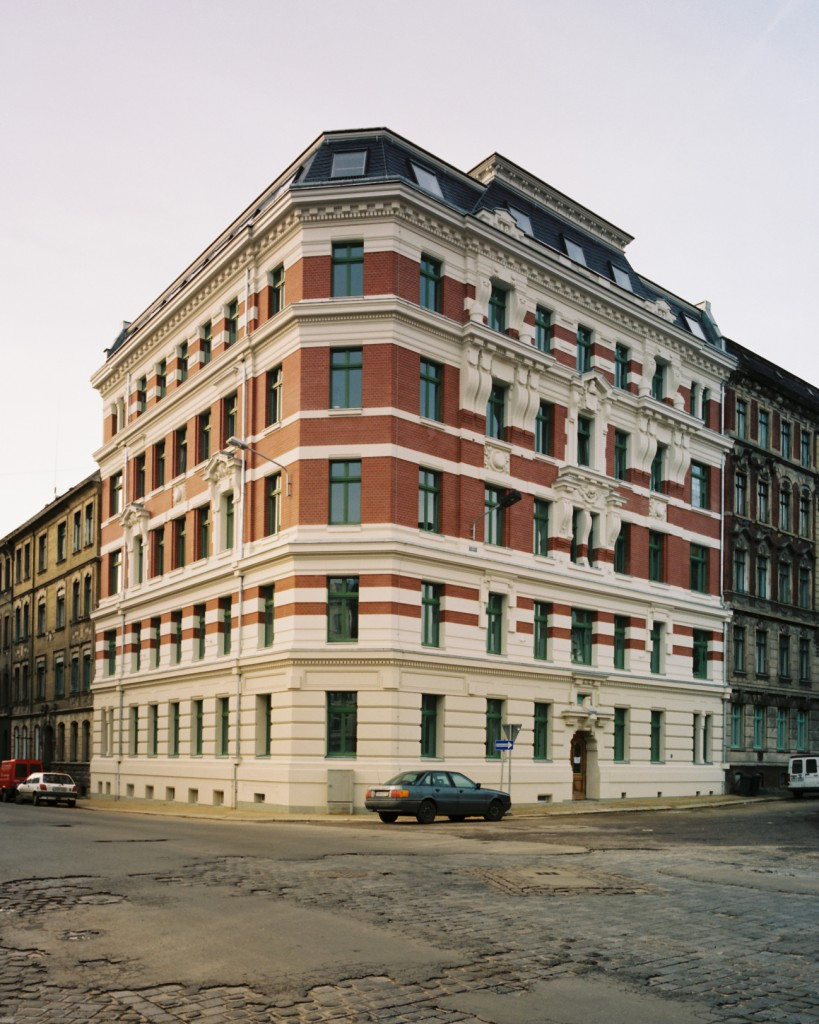
Leipzig, Industriestraße 49
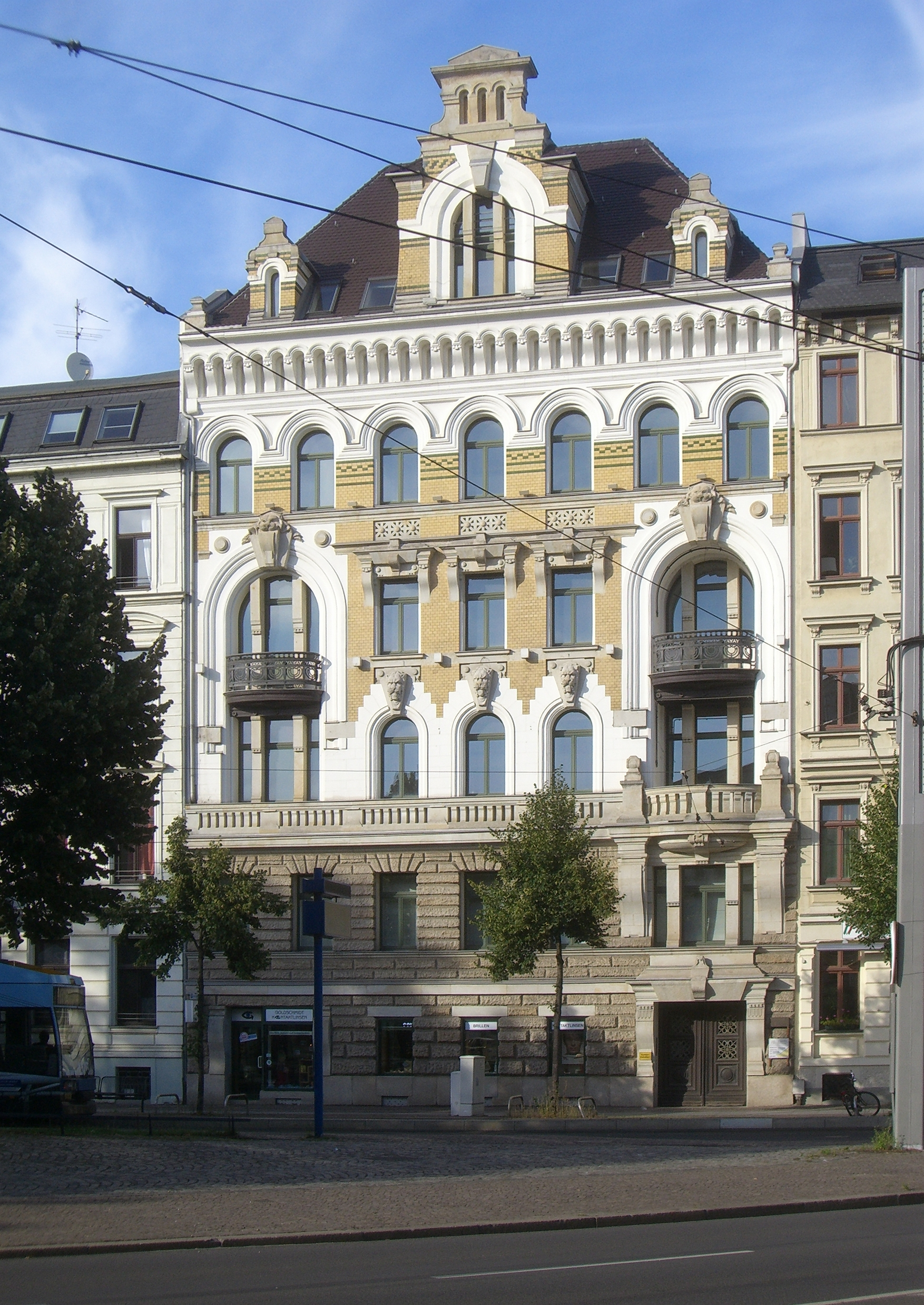
Leipzig, Waldstraße 4
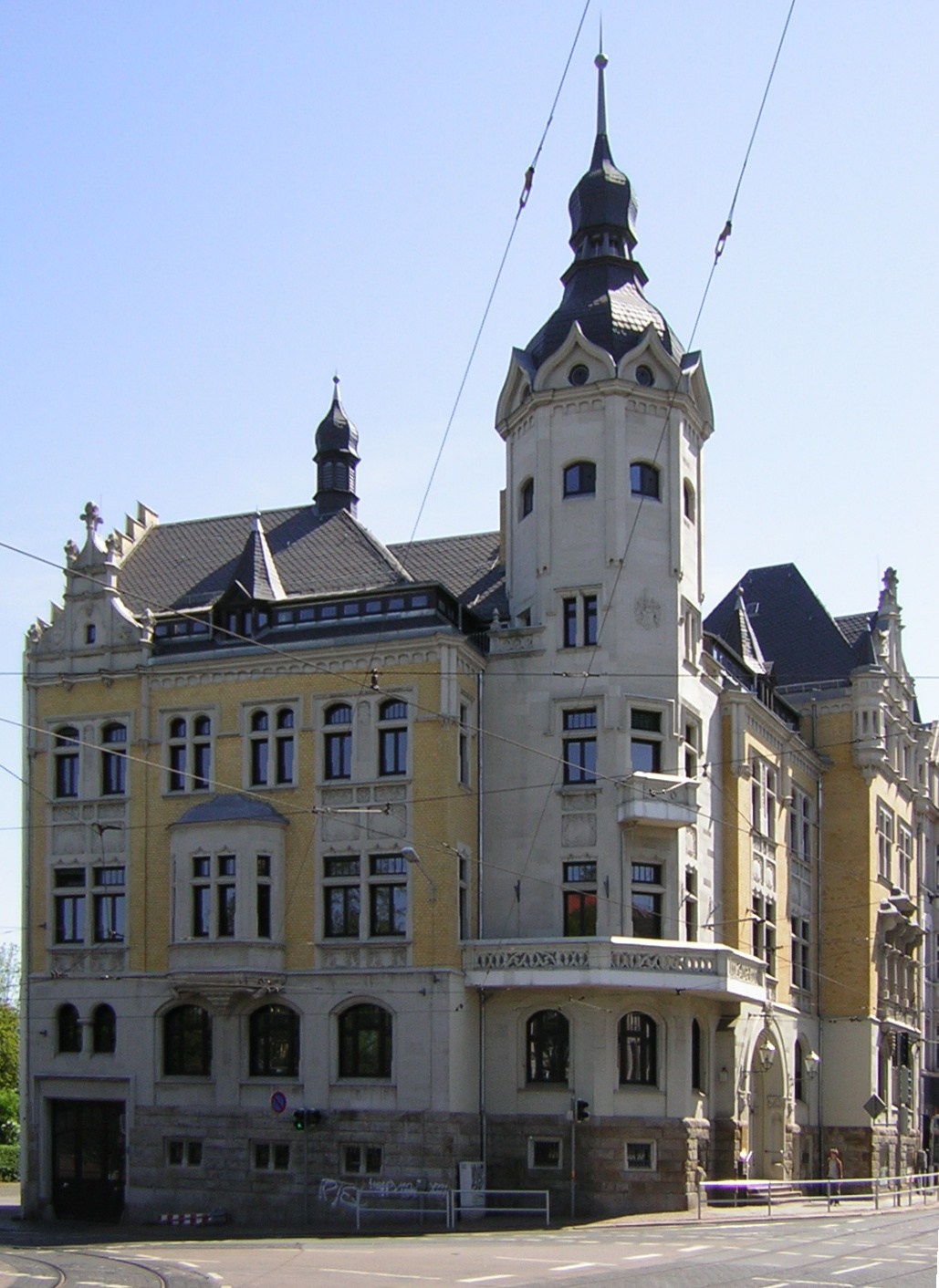
Leutzsch, Rathaus
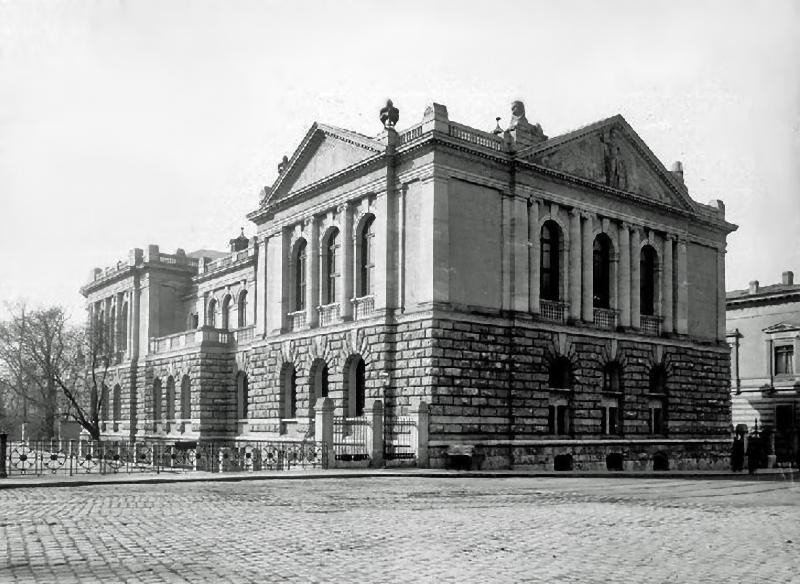
Leipzig, Logenhaus
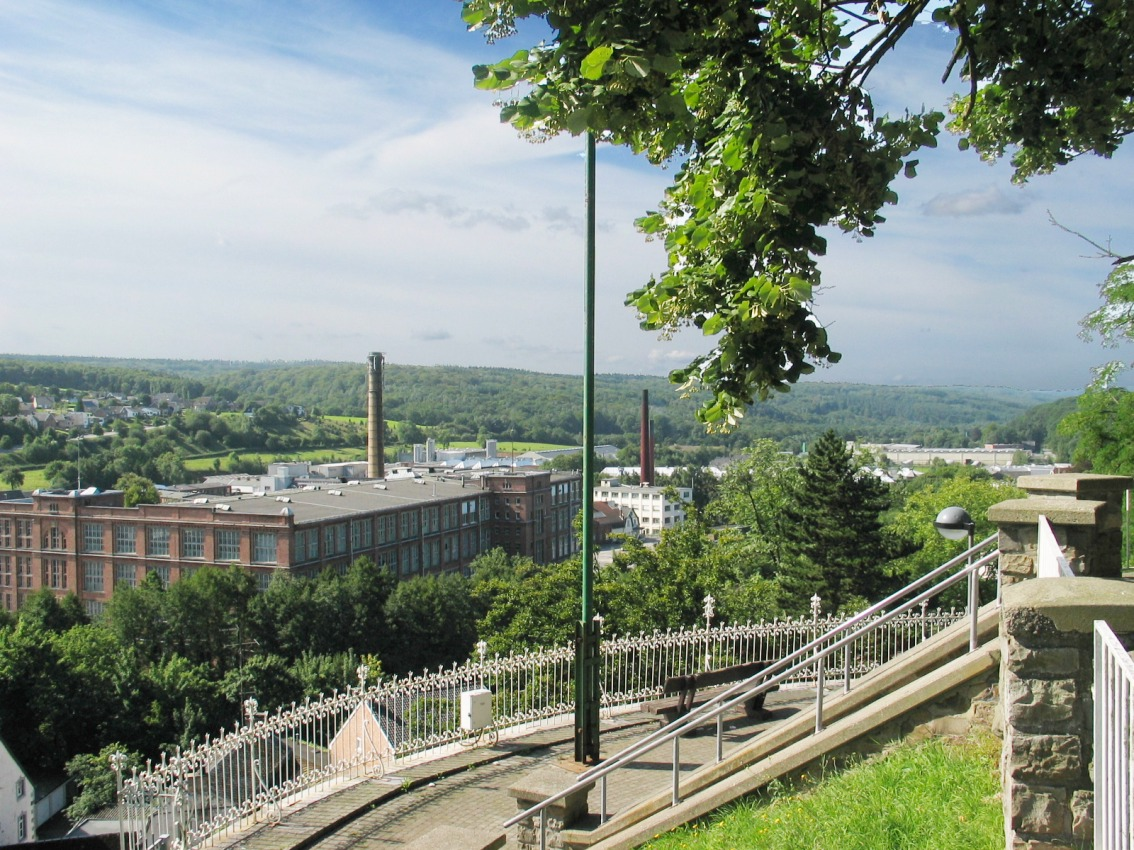
Eupen, Kammgarnwerk